# 沖データ
株式会社沖データ（おきデータ、英: Oki Data Corporation）は、東京都港区に本社を置いていた日本のプリンターメーカー。通称「OKIデータ」。

## 概要
沖電気のプリンター部門が1994年（平成6年）に独立分社化。インパクトプリンターに強みを持つ一方、独自のLEDヘッドを使用したLED方式の電子写真プリンター（LEDプリンター）で一定の評価を得ている。
1994年（平成6年）発売のMICROLINE803PSIIはA3ノビ用紙に対応した世界初のプリンターであった。
1996年（平成8年）MICROLINE4wを発表。LED技術の優位性を活かした、当時世界最小・超小型プリンターであった。
1990年代後半、オフィスの印刷物のカラー化が急激に進むなか、1998年（平成10年）、OKIデータとして初のカラープリンターとなるMICROLINE8cを発表。以降の同社のカラープリンターのベースとなった。
2003年（平成15年）に発売したインパクトプリンター5860SPは、従来では困難であった2.7mmまでの厚さの通帳や厚紙へ印字を可能とし、主に中国市場をターゲットとして開発され、銀行・郵便局などの通帳、戸籍簿などの証明書類への業務用印刷に使用された。
2006年（平成18年）発売のLEDタンデムカラープリンターC3400（A4）、C8600(A3)は電子写真式カラープリンターとして当時世界最小。また、世界初の異種材料間の薄膜接合技術を実用レベルで量産化に成功した「エピフィルムボンディング技術」を開発した。
同社のLEDプリンターは「HDカラープリンティングテクノロジー」と称する技術に特徴があり、精細なドット印刷が可能なことから、2pt以下の細かな字や極細の線が表現でき、ドット毎に階調表現が可能なため、繊細なカラー表現が可能となっている。
また、メディア全体に正確なドット印字が可能なことから、「デジタル・ドット・プリント・テクノロジー」と称される印刷されたドットをデジタルデータとして読み込むAnoto、Val-Code、Grid Mark等のアプリケーション対応に優れたプリンターである。
2008年（平成20年）にはオフィス向けブランド「COREFIDO」を発表し、業界初の5年間無償保証という画期的なサービスで国内シェア拡大に挑んでいる。
2012年（平成24年）以降、更に進化した「COREFIDO2」では、メンテナンス品の無償提供やメンテナンスバリアフリー設計とオフィスのダウンタイムやコストの無駄を削減するサービスを強化している。
2013年（平成25年）にはプロフェッショナル市場向けに開発したフラグシップモデルC941dn を発売。OKIデータで初めて5色トナーでの印刷を実現し、豊かなデザイン表現を可能とした。
加えて、プロフェッショナル市場でのプリンター事業強化を図るため、2015年（平成27年）に株式会社OKIデータ・インフォテックを設立。ワイドフォーマットインクジェットプリンターおよび大判マルチファンクションプリンターなどの商品ラインアップを拡充している。
2021年4月1日、親会社に合併され消滅。

## 事業所
- 本社（東京都港区）
- 北海道支店（北海道札幌市中央区）
- 東北支店（宮城県仙台市青葉区）
- 中部支店（愛知県名古屋市中区）
- 関西支店（大阪府大阪市中央区）
- 中国支店（広島県広島市中区）
- 九州支店（福岡県福岡市中央区）
- 福島事業所（福島県福島市）
- 高崎事業所（群馬県高崎市）
- LED統括工場（群馬県高崎市）

## 関連会社
- 株式会社エム・エル・サプライ
- 株式会社OKIデータMES

### かつて存在した関連会社
- 株式会社OKIデータ・インフォテック（2015年10月1日にセイコーインスツル株式会社からの事業譲渡により子会社化、2018年4月1日に沖データに吸収合併）
- 株式会社沖データシステムズ（2010年10月1日に沖データに吸収合併）
- 株式会社沖デジタルイメージング（2017年4月1日に沖データに吸収合併）